# Rio Axuí
Rio Axuí (portugisiska: Rio Axul) är ett vattendrag i Brasilien.   Det ligger i delstaten Maranhão, i den nordöstra delen av landet, 1 500 km norr om huvudstaden Brasília.
Omgivningarna runt Rio Axuí är huvudsakligen savann. Runt Rio Axuí är det glesbefolkat, med 10 invånare per kvadratkilometer.